# Ołeksandr Safronow
Ołeksandr Ołeksandrowycz Safronow, ukr. Олександр Олександрович Сафронов, ur. 11 czerwca 1999 w Zaporożu) – ukraiński piłkarz, grający na pozycji obrońcy.

## Kariera piłkarska

### Kariera klubowa
Wychowanek Szkoły Sportowej Metałurh Zaporoże, barwy której bronił w juniorskich mistrzostwach Ukrainy (DJuFL). 13 marca 2016 roku rozpoczął karierę piłkarską w drużynie Metałurh U-19. Latem 2016 przeszedł do Dnipro Dniepropetrowsk. Z powodu problemów finansowych klubu, 6 lipca 2017 przeniósł się do SK Dnipro-1. 17 lipca 2018 został wypożyczony do Zirki Kropywnycki. 28 stycznia 2020 został wypożyczony do Tallinna FCI Levadia.

### Kariera reprezentacyjna
W 2018 debiutował w juniorskiej reprezentacji U-19. W 2019 został powołany do młodzieżowej reprezentacji Ukrainy.

## Sukcesy i odznaczenia

### Sukcesy reprezentacyjne
- Mistrzostwo świata U-20: 2019

### Odznaczenia
- Order „Za zasługi” III Klasy – 2019[3]
- tytuł Mistrza Sportu Ukrainy – 2019